# Monohelea magnitheca
Monohelea magnitheca är en tvåvingeart som beskrevs av Wirth och Eileen D. Grogan 1981. Monohelea magnitheca ingår i släktet Monohelea och familjen svidknott. Inga underarter finns listade i Catalogue of Life.